# Kwików
Kwików is een plaats in het Poolse district Brzeski (Klein-Polen), woiwodschap Klein-Polen. De plaats maakt deel uit van de gemeente Szczurowa en telt 233 inwoners.